# Jaime Aymerich

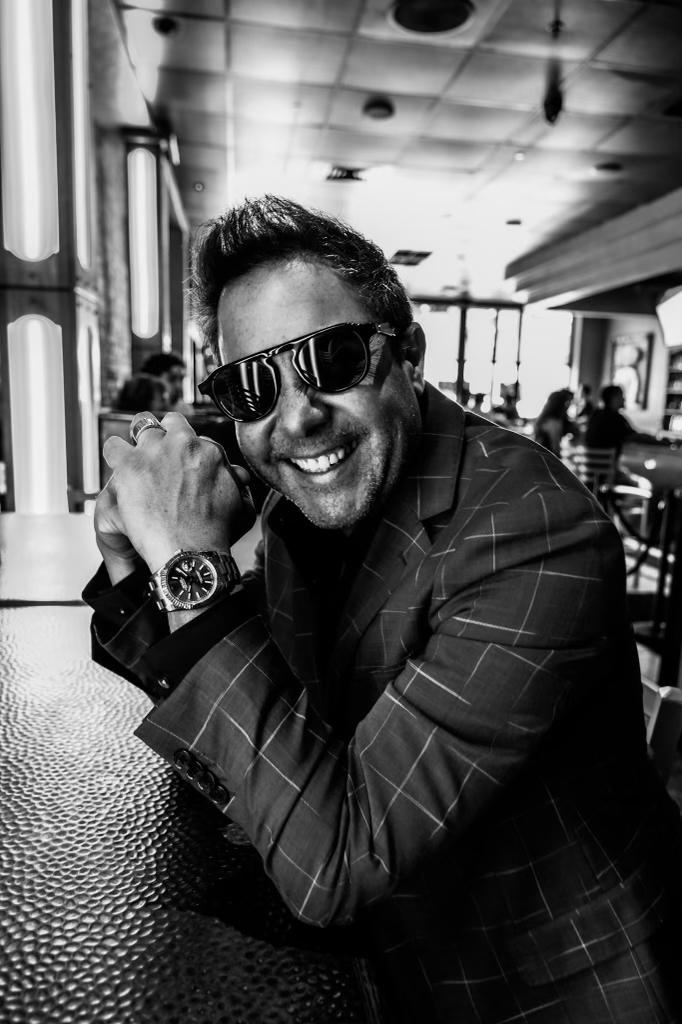
Jaime Aymerich en Florida, en 2024.

## Biografía
Nacido en la Ciudad de México, Jaime Aymerich se graduó en la Academia de Arte Dramático de México.[cita requerida]
Sus créditos incluyen tanto la serie nominada a los Globos de Oro Weeds como Workaholics, nominada a los Primetime Emmy, sin olvidar Bosch, de Amazon Prime, también nominada al Emmy.[cita requerida]
Sus habilidades de actuación y su dinámica personal eran evidentes desde la infancia. Mientras estudiaba, visitó Televisa San Ángel, los estudios de televisión más importantes de su país, y solicitó trabajo como actor, y lo obtuvo de inmediato. Continuó su carrera actuando en varios papeles en series de televisión a principios de la década de 1990. Después continuó como actor de teatro y ganó premios en el Centro de Arte Dramático de México. Fue el principal protagonista en varias puestas en escena, como El tintero, El fin y Quiero vivir, entre otras.[cita requerida]
Jaime desarrolló aún más su carrera en el sketch de comedia en México y así recibió más reconocimientos en La Casa de los Comediantes.[cita requerida]

### En los Estados Unidos
En Los Ángeles, rápidamente consiguió papeles en el cine y en la televisión. La primera actuación televisiva en inglés alabada por la crítica fue su interpretación del joven mexicano “Daniel” en la serie Acapulco Bay, una coproducción de Televisa y Fox. Hizo su debut en el cine en Un secreto de Esperanza, compartiendo la pantalla con Katy Jurado, ganadora del Globo de Oro y del Premio de la Academia “Katy Jurado”. Esta película obtuvo 11 premios en varios festivales internacionales, marcando un nuevo nivel de éxito para la cinematografía mexicana.[cita requerida]

### Trabajo en cine y televisión
Durante los años siguientes, su trabajo ha incluido series como Fat Actress, con Kirstie Alley para Showtime, o el papel del presidente de México en el drama de acción The Last Ship, de Michael Bay. Algunos de sus créditos televisivos incluyen la exitosa serie East Los High y Prime Time Glick, con Martin Short. Después filmó Cómo ser un latin lover, con Eugenio Derbez, Salma Hayek y Raquel Welch.[cita requerida]
Ampliamente conocido dentro de la comunidad latina, sigue participando en varias series, películas y telenovelas, como: Historias de la Virgen Morena, Cómo cortar con tu patán, Amar de nuevo, Loco Love, El poeta del pueblo, entre otras. Participa también en una de las series más populares de NBC / Telemundo: Betty en New York, donde da vida al personaje de Charlie.[cita requerida]
Interpretó al personaje de Jorge en The Laundromat, dirigida por Steven Soderbergh, al lado de Meryl Streep, Gary Oldman y Antonio Banderas.[cita requerida]
Representó el papel de Satanás en la serie La hija de Dios, escrita por Enrique Torres.[cita requerida]
Le dio vida a “Pato” en The Gracias, creada por Jeff Valdez para HBO y Warner Brothers.[cita requerida]
Ha prestado su voz a diversos personajes en varios proyectos animados, como Bojack Horseman, Un gallo con muchos huevos, Beverly Hills Chihuahua, Cavernicola y AstroBoy, entre otros.[cita requerida]

### Producción
Inició su carrera como productor ejecutivo con la serie de Netflix Julie and The Phantoms. Creó su propia compañía de producción, Aymerich Entertainment, creadora de programas, series y películas en Hollywood y en América Latina. 
Protagonizó la película Lo que diga el corazón, la historia de un padre que dedica su vida entera a su hijo con autismo y se enfrenta luego a un enorme desafío.[cita requerida]
Trabaja en la filmación de la película Una pareja de 4, una comedia de enredos con un mensaje positivo para las parejas.[cita requerida]

### Películas
- Un gallo con muchos huevos
- South of the Order (2007)
- Maquillaje (2006)
- The Eleventh Station Lead (2005)
- Chances Are Lead (2005)
- 4 1/4 Massimo Sidekick Italian (2005)
- Un secreto de Esperanza (2004)
- Party Animals (2004)
- Juan Fernando y Paulina (2004)
- Subway Cafe (2004)
- Fight Song (2004)
- No Body needs Two Know (2003)
- Dear Mexico (2003)
- My Giant (2002)
- The Story of the Pen (1995)
- La verdad (1994)

### Televisión
- Weeds
- The Bold and the Beautiful Co-Star 2009 CBS
- Pico De Gallo 2009 Piloto US Nicolas Del Boca
- "Hablemos de Cine" Fresa y Chocolate 2009 The Hollywood Channel
- Fantastic Cars Piloto 2008 SF Communications
- Dona Risa con Jaime Aymerich 2006 USA NBC / Telemundo / Canal 22
- Fat Actress Recurring 2004 USA Show Time/Kirstie Alley
- Electrocapsules Host 2004 Mx Keyframe
- Strip Poker Host 2004 USA Queensbury KingsProductions
- Prime Time Glick Guest Star 2003 USA Comedy Central
- How to use Dianetics Co-Star 2002 USA Gold
- Behind the Energy Lead 2000 Mx Keyframe
- The Torch Guest Star 1997 Mx Televisa
- Acapulco Bay Starring 60 Ep 1996 Mx FOX/ Televisa
- Morir dos veces Co- Star 1996 Mx Televisa
- Para Toda la Vida Co-Star 1996 Mx Televisa
- La Cuchufleta Comediant 1995 Mx Televisa
- Placas (Badges) Lead 1995 Mx Telemundo
- Cable Compras Host 1995 Mx PCTV
- Further than the Bridge Guest Star 1994 Mx Televisa
- Ingles III Lead 1994 Mx UTE
- Tom Sawyer Lead 1994 Mx UTE
- Historia II Lead 1994 Mx UTE
- Solitarios Co-Star 1993 Mx Televisa
- Say No to Drugs Lead/Director 1991 Mx UTE
- La Edad de Oro Co-Star 1991 Mx Televisa
- Not Close not Far Lead 1990 Mx Juyi/Cete
- The Teacher Lead 1990 Mx UTE
- Anabel Co-Star 1990 Mx Televisa
- Papa Soltero Co-Star 1988 Mx Televisa
- Demostración de lo Aprendido Lead 1994 Mx UTE

### Teatro
- Christmas Stories 2018 Celebrity Centre US
- Christmas Stories 2017 Celebrity Centre US
- Christmas Stories 2016 Celebrity Centre US
- Sparkles 2016 McCadden Theatre
- Yo en tu Lugar 2013 US Golden Age Theatre
- Batling Bolto 2012 US Golden Age Theatre
- El Duque de Hierro 2009 US Golden Age Theatre
- Un Regalo de Santa Director 2006 Mexico
- Actors Jam Lead 2002 USA Celebrity Center
- An Evening of Scenes Lead 2002 USA Ricardo Montealban Theater
- The White pages Lead 2002 USA The Venue Theater
- That's Not all she wrote Lead 1998 USA Celebrity Center
- Pastoreloca Lead 1996 Mx Comediantes
- In this Corner Lead/Director 1995 Mx Academy of Dramatic Arts
- Nuts Lead 1995 Mx Comediantes
- Dracula Lead 1995 Mx The Scene
- El Fin Lead 1995 Mx Foro de la Riviera
- The Devil in the garden Lead 1995 Mx Tour
- Multiplazas Host 1994 Mx Multiplazas
- I want to Live Lead 1994 Mx Casa del Teatro
- Images of a City Lead 1994 Mx March 13 Theatre
- The Writer Lead 1993 Mx Academy of Dramatics Art
- Duel to Death Lead 1992 Mx Academy of Dramatics Art
- De Generación en Generación Supporting 1990 Mx Teatro Rodano.